# Тринадцать колоний
Тринадцать колоний  (англ. Thirteen Colonies) — группа британских колоний на восточном побережье Северной Америки, основанных в XVII и XVIII веках, которые в 1776 году подписали Декларацию независимости и официально объявили о непризнании власти Великобритании. Результатом этих шагов явилось создание Соединённых Штатов Америки и Война за независимость США.

## Создание колоний
При Якове I, в 1606 г., в Англии образовались две торговых компании — Лондонская («Южная») и Плимутская («Северная» или впоследствии «Компания Новой Англии»), поставившие себе целью колонизацию Северной Америки и обладавшие достаточными средствами для осуществления своей задачи. Яков I предоставил в их распоряжение все земли Северной Америки между 34 и 45° северной широты, от моря и до моря; компаниям было вменено в обязанность распространять христианство и притом именно учение епископальной церкви. Они имели право разрабатывать рудники, отдавая короне пятую долю добычи. В хартиях, данных компаниям, было признано, что «колонисты и их потомки остаются англичанами во всех отношениях. Они пользуются всеми правами и привилегиями в Америке, как если бы оставались на родине», — и это дало впоследствии колонистам формальное право противиться притязаниям Англии на обложение их налогами.
Лондонская компания начала колонизацию Виргинии, Плимутская — более северных областей, вскоре получивших наименование Новой Англии. В начале 1607 г. три небольших судна с 105 колонистами, снаряжённые Лондонской компанией, основали поселение Джеймстаун; с этого началась колонизация Виргинии. За первыми судами последовали другие. Переселенцев сначала гнала за море исключительно жажда золота или по крайней мере лёгкой наживы. К ним присоединились преступники, которых с 1618 г. стали ссылать в Виргинию. Между тем золота в Виргинии не находилось; поселенцам пришлось заняться чем-нибудь другим — и они нашли выгодный промысел в культуре табака. Попытка принудить индейцев к обязательным работам удавалась плохо, и когда в 1620 г. голландский корабль привёз в Джеймстаун на продажу груз негров, то это было встречено с восторгом. В следующие годы число рабов-негров превзошло в Виргинии белое население.

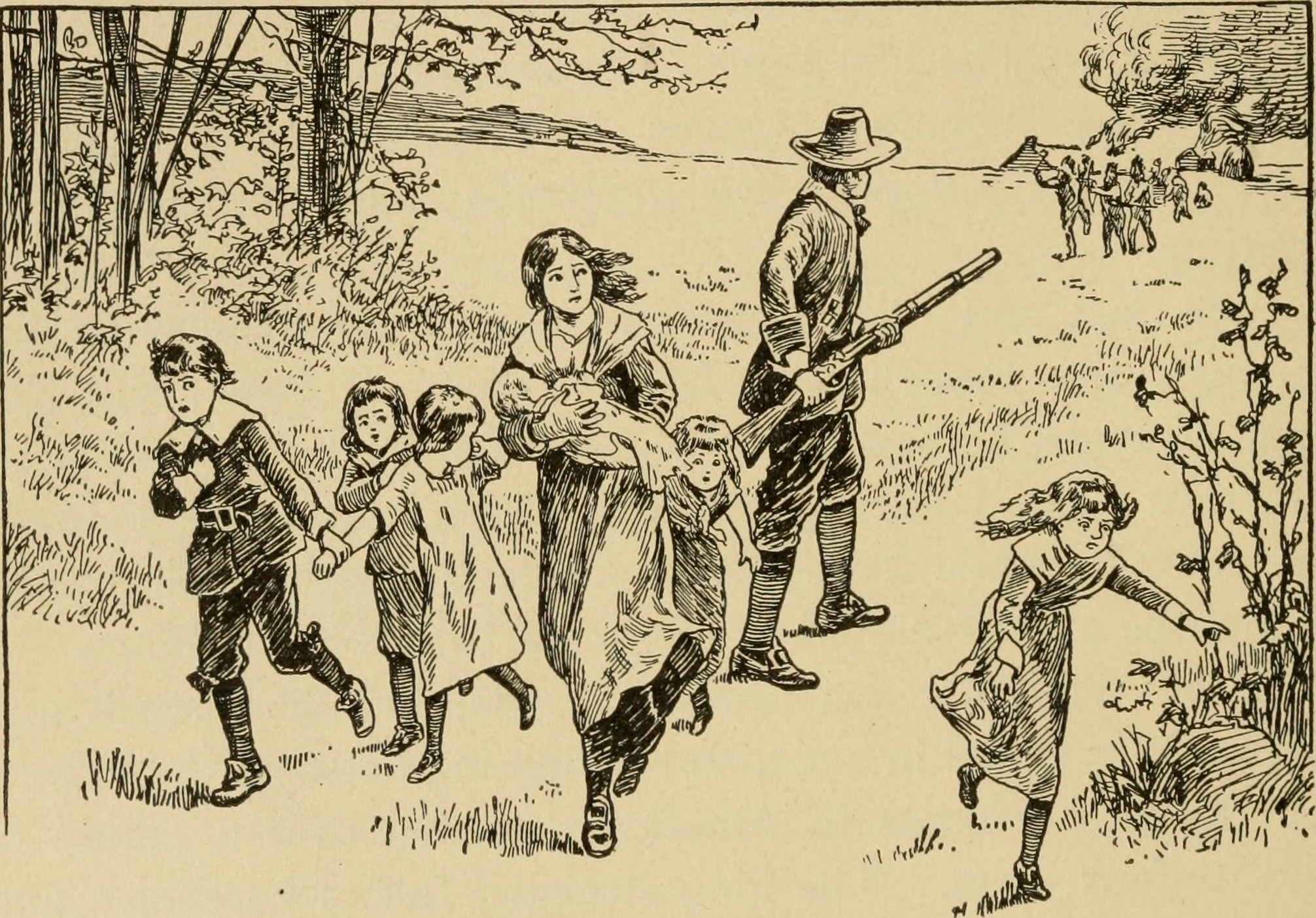
Нападение индейцев на поселение колонистов

В погоне за лучшими землями колонисты все расширяли свои владения на запад, истребляя или вытесняя туземное население. Последнее платило им ненавистью, и кровавая борьба, со скальпированием и убийством пленных, не прекращалась. Компания, заботясь исключительно о своих денежных выгодах, не вмешивалась в жизнь колонистов. Она охраняла только своё монопольное право торговли с ними, покупая у них табак, продавая им оружие, орудия и вообще всё потребное для них (между прочим, вследствие малочисленности женского населения колонии — публичных женщин, по 100—150 фунтов табаку за женщину). Английское правительство заботилось о внутренних распорядках в колонии несколько более. По крайней мере оно назначило для управления колонией их наместника. Лишённый армии и полиции, не имея возможности рассчитывать на помощь из отдалённой метрополии, наместник был принуждён, однако, уступать требованиям колонистов. В 1619 г. он созвал в Джеймстауне первый сейм (англ. General Assembly) от существовавших к тому времени 7 (по другим известиям — 11) поселений Виргинии, и этот сейм выработал весьма либеральную конституцию, при действии которой благосостояние колонии быстро развилось. Яков I, а за ним и Карл I принимали разные меры против сеймов колонии, которые в их глазах были школой своеволия, но не добились цели; сеймы собирались по-прежнему, только компания была лишена своих торговых прав и монополия торговли с Виргинией перешла к правительству.
Иной характер имели поселения в Новой Англии. Сюда с разрешения Плимутской компании направились английские пуритане, которые в 1620 г. основали Плимут (в Массачусетсе), в 1624 г. — Салем (там же). В 1634 г. в Массачусетсе было созвано первое законодательное собрание, с тех пор заседавшее периодически; скоро оно разделилось на две палаты — депутатов и совет (впоследствии сенат). Религиозное происхождение этих поселений создало в них отличный от виргинского характер жизни; поселенцы заботились о постройке церквей, вводили обязательное и очень строгое празднование воскресенья, менее жадно стремились к золоту и быстрому обогащению и потому сразу принялись за обработку земли, причём вначале сделали попытку, совершенно не удавшуюся, совместной обработки земли и дележа продуктов. Они много говорили об обращении индейцев в христианство и землю приобретали у них весьма охотно покупкой; однако эти покупки были сознательным или бессознательным обманом, и в конце концов жители Новой Англии не хуже виргинцев стали прибегать к массовым изменническим истреблениям туземцев и другим подобным приёмам, приведшим к ожесточённой борьбе, совершенно как в Виргинии.
Изгнанный в 1635 г. из Массачусетса за проповедь полной религиозной свободы священник Роджер Уильямс основал город Провиденс в Род-Айленде. Oн привлёк к себе довольно значительное число переселенцев различных исповеданий, и колония, во главе которой он стоял, представляет первый в Америке пример совершенно свободного в религиозном отношении общества. Она же, в виде исключения, жила в мире и с индейцами. Таким же образом из Массачусетса были основаны колонии Коннектикут, Нью-Гэмпшир, Вермонт и Мэн (последний оставался частью Массачусетса до 1820 г.). Все они в 1643 г. образовали Конфедерацию Новой Англии, просуществовавшую 50 лет. Все эти колонии (за исключением Нью-Гэмпшира) принадлежали к разряду привилегированных; их права основывались на данных королём привилегиях, их земли составляли собственность самих жителей, и управление находилось в их собственных руках.
Нью-Гэмпшир был королевской провинцией, он управлялся наместником и вице-наместником, назначавшимися короной. К тому же разряду провинций принадлежали Нью-Йорк и Нью-Джерси. Делавэр в 1664 г. Карл II пожаловал герцогу Йоркскому, который уступил его Уильяму Пенну. Это колонии владельческие. Они возникли на землях, пожалованных (частью вопреки всякому праву, ибо те же земли были уже пожалованы ранее Лондонской компании) королями Карлом I и Карлом II разным близким им лицам. Мэриленд был пожалован в 1632 г. католику Сесилу Калверту, лорду Балтимору, под условием уплаты в казну 1/5 всех добываемых металлов; лорд Балтимор пригласил туда селиться всех, кто во Христа верует; колония была основана преимущественно католиками, но в ней допущена широкая терпимость для всех христианских исповеданий (с суровыми, впрочем, карами за непочтительные отзывы о Богородице, о Христе и т. д.).
Пенсильвания была основана в 1681 г. квакерами на землях, пожалованных Уильяму Пенну, а в Северную и Южную Каролину и Джорджию, на земли, пожалованные лорду Шефтсбери и нескольким другим лицам, были привлечены, начиная с 1660 г. (в Джорджию — с 1732 г.), по преимуществу низшие слои населения — обещанием освобождения от долгов, заключённых на родине, и т. п. В каждой из этих колоний вся земля считалась первоначально собственностью одного или нескольких лиц, которые либо продавали её колонистам враздробь, либо отдавали в долгосрочную аренду; этим же лицам принадлежала вся исполнительная власть, как наместнику в королевских провинциях.

## Самоуправление
На борту корабля «Мэйфлауэр», который в 1620 году доставил отцов-пилигримов в будущий Плимут, они приняли документ об устройстве власти, известный как Мэйфлауэрское соглашение. Придерживаясь его, плимутские поселенцы многие годы жили без чьего-либо вмешательства извне.
В 1634 г. в Массачусетсе было созвано первое законодательное собрание, с тех пор заседавшее периодически; скоро оно разделилось на две палаты — депутатов и совет (впоследствии сенат).
В хартиях, данных лорду Балтимору в Мэриленде, Уильяму Пенну в Пенсильвании, лордам-собственникам Северной и Южной Каролины и Нью-Джерси, было сказано, что законодательство должно осуществляться там «с согласия фрименов (свободных колонистов)». Пункт о самоуправлении отсутствовал только при пожаловании колонии Нью-Йорк брату Карла II герцогу Йоркскому и при передаче Джорджии во владение группе «доверенных лиц». Однако и там колонисты так энергично добивались права на представительство, что администрация пошла на уступки.
В 1684 г. английские власти в судебном порядке аннулировали хартию Массачусетса, после чего вся Новая Англия оказалась под прямой королевской властью в лице присланного из Лондона губернатора. Колонисты сопротивлялись этому, и после революции 1688 г. в Англии, когда был свергнут Яков II, они изгнали королевского губернатора. Род-Айленд и Коннектикут, в состав которого вошла колония Нью-Хейвен, смогли вернуть себе фактическую независимость, но Массачусетс вскоре вновь оказался под властью короля.
В 11 колониях из 13 законодательные собрания имели по две палаты, в Пенсильвании и Джорджии — по одной.

## Войны с Францией

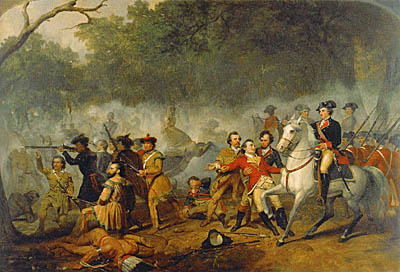
Джордж Вашингтон в одном из боёв войны 1755—1763 годов

Соседство между французскими и британскими колонистами в Северной Америке приводило к частым столкновениям между ними, французы почти постоянно имели значительную помощь от индейцев, с которыми они ладили гораздо лучше, чем британцы. Первая война имела место в 1690—1697 годах, из-за Акадии (Новой Шотландии), которую пожелали захватить англичане; война была для них неудачна; по Рисвикскому миру французы сохранили свои владения в Америке.
Война 1701—1713 годов, окончившаяся Утрехтским миром, принесла Новой Англии южную часть Акадии; северную британцам не удалось получить и по Аахенскому миру, которым закончилась война 1744—48 годов.
В 1755 г. англичане захватили и эту область, и тем начали в Америке войну, продолжавшуюся до 1763 г., одновременно и в связи с Семилетней войной в Европе. Парижский мир, которым она окончилась, доставил британцам обладание всей Канадой, восточной половиной Луизианы до Миссисипи, а также Флоридой, до тех пор принадлежавшей Испании; в вознаграждение за последнюю испанцы получили всю западную часть Луизианы.
Во всех этих войнах, кроме регулярных британских войск, принимала участие милиция, выставлявшаяся и снаряжавшаяся колониями; эти последние обнаруживали в войнах рвение не меньшее, чем сама метрополия. Война 1755—1763 годов, в которой отличилась американская милиция, значительно подняла доверие колоний к собственным военным силам.

## Население
| Год  | Население |
| 1630 | 4646      |
| 1640 | 26 634    |
| 1650 | 50 368    |
| 1660 | 75 058    |
| 1670 | 111 935   |
| 1680 | 151 507   |
| 1690 | 210 372   |
| 1700 | 250 888   |
| 1710 | 331 711   |
| 1715 | 434 600   |
| 1720 | 466 185   |
| 1730 | 629 445   |
| 1740 | 905 563   |
| 1750 | 1 170 760 |
| 1760 | 1 593 625 |
| 1770 | 2 148 076 |
| 1775 | 2 418 000 |
| ---- | --------- |

Восточная часть Северной Америки в 1775 году: Тринадцать колоний (красного цвета) отделены линией, определённой Королевской декларацией 1763 года от территории индейцев (розового цвета)

На 1776 год 85 % белого населения имели британское происхождение (англичане, ирландцы, шотландцы, валлийцы); 9 % — немецкое; 4 % — голландское; 2 % — французское. В течение всего XVIII века население стремительно смешивалось и росло благодаря большой рождаемости, относительно низкой смертности и притоку иммигрантов. Более 90 % населения составляли фермеры. Несколько небольших городов (Бостон, Нью-Йорк, Филадельфия, Чарльстон, Ньюпорт) одновременно являлись морскими портами, связывающими колонии с остальной Великобританией.
Большинство населения были протестантами, имелись также поселения английских и ирландских католиков в Мэриленде. В Чарльстоне, Ньюпорте и Нью-Йорке находились небольшие иудейские общины евреев-сефардов.

## Борьба за независимость

Первый флаг США с 13 полосами, представляющими 13 колоний

Британская аннексия принадлежавших Франции Канады и бассейна реки Огайо после окончившейся в 1763 году Семилетней войны требовала такой политики, которая не оттолкнула бы проживавших там французов и индейцев. Но это приводило британских властей к конфликту с колониями, население которых быстро росло и само претендовало на новоприобретённые земли. Королевской декларацией 1763 г. вся западная территория между Аллеганскими горами, Флоридой, рекой Миссисипи и Квебеком объявлялась принадлежащей индейцам. Однако эта мера оказалась малоэффективной, колонисты расценили её как пренебрежение их правом занимать западные земли.
С началом массовых протестов, вызванных штемпельным актом 1765 года (Акт о гербовом сборе), американские колонисты начали отстаивать принцип «нет налогам без представительства». Они заявляли, что права колонистов, как британцев, ущемлены, так как они не имеют представительства в британском парламенте, однако облагаются им дополнительными налогами.
Парламент отменил гербовой сбор в 1766 году, но впоследствии обложил американцев новыми налогами. Налог на чай привёл к бойкоту и «Бостонскому чаепитию» 1773 года. В 1774 году парламент предпринял наступление на права колоний, урезав самоуправление колонии Массачусетс-Бэй. В ответ на это колонии сформировали не предусмотренные законом выборные Провинциальные Конгрессы, и позднее в том же году двенадцать колоний созвали Первый Континентальный конгресс в Филадельфии. В том же году состоялся Второй Континентальный конгресс, к которому присоединилась тринадцатая колония, Джорджия. В 1775 году все королевские чиновники были изгнаны из тринадцати колоний.
В течение вскоре начавшейся войны за независимость Континентальный конгресс выполнял функции американского правительства. Он набирал армию, назначил её командующим Джорджа Вашингтона, заключал договоры, провозгласил независимость. Также при содействии Конгресса колонии написали свои конституции и стали независимыми штатами.

## Тринадцать колоний
Декларацию независимости подписали (в «географическом» порядке с севера на юг):
- Провинция Нью-Гэмпшир, впоследствии штат Нью-Гэмпшир
- Провинция Массачусетс-Бэй, впоследствии штаты Массачусетс и Мэн
- Колония Род-Айленд и плантация Провиденс, впоследствии штат Род-Айленд
- Колония Коннектикут, впоследствии штат Коннектикут
- Провинция Нью-Йорк, впоследствии штаты Нью-Йорк и Вермонт
- Провинция Нью-Джерси, впоследствии штат Нью-Джерси
- Провинция Пенсильвания, впоследствии штат Пенсильвания
- Колония Делавэр, впоследствии штат Делавэр
- Провинция Мэриленд, впоследствии штат Мэриленд
- Колония и доминион Виргиния, впоследствии штаты Виргиния, Кентукки и Западная Виргиния
- Провинция Северная Каролина, впоследствии штаты Северная Каролина и Теннесси
- Провинция Южная Каролина, впоследствии штат Южная Каролина
- Провинция Джорджия, впоследствии штат Джорджия

Остальные британские колонии в Северной и Центральной Америке (5 колоний, расположенных на территории современной Канады, 2 колонии, впоследствии ставшие штатом Флорида, 8 колоний, расположенных на островах Карибского моря и Бермудские острова) к революции не присоединились, сохранив верность британской короне.

## Другие британские колонии
Во время войны за независимость США Великобритания также имела и другие колонии на атлантическом побережье Северной Америки: Ньюфаундленд, Земля Руперта (район вокруг Гудзонова залива), остров Принца Эдуарда, Восточная Флорида, Западная Флорида, провинция Квебек. В Вест-Индии также имелись и другие британские колонии. Все упомянутые колонии сохранили лояльность короне.
Ньюфаундленд сохранил лояльность без колебаний. Навигационные акты на него не распространялись, и причин для недовольства, в отличие от тринадцати колоний, у него не было. Кроме того, он контролировался королевским флотом; у этой колонии не было собственного законодательного собрания, которое могло бы озвучить жалобы, как это произошло в тринадцати колониях.
В Новой Шотландии имелось большое количество переселенцев из Новой Англии, сочувствовавших революции, однако изолированная география колонии и присутствие значительной базы королевского флота в Галифаксе сделали вооружённое сопротивление заведомо проигрышным.
Квебек был заселён французскими колонистами-католиками, присоединёнными к британской короне десятилетием ранее. Квебекский акт 1774 года предоставил им значительную культурную автономию. Многие священники опасались распространения протестантизма из Новой Англии. Жалобы тринадцати колоний на налоги не находили отклика у квебекского населения, кроме того, в Квебеке не было ни какого-либо законодательного собрания, ни вообще каких-либо выборов, через которые могло бы выразиться недовольство. Хотя американские колонисты предложили канадцам присоединиться к новому государству и в 1775 году предприняли военную экспедицию в Канаду, большинство канадцев остались нейтральными.
Среди вест-индских британских колоний законодательные собрания имелись на Ямайке, Гренаде и Барбадосе. Они заявили о поддержке тринадцати колоний, однако присутствие здесь значительных сил королевского флота резко ограничило их возможности. Имели место случаи торговли с американскими кораблями.
На Бермудских и Багамских островах местные власти выразили поддержку тринадцати колониям, и также выражали недовольство перебоями с поставками продовольствия. Эти перебои были вызваны британской блокадой американских портов, в ответ на что власти Бермуд и Багам содействовали контрабандной торговле. В течение войны за независимость они рассматривались повстанцами как «пассивные союзники» Соединённых Штатов. Когда на Багамы прибыла американская эскадра с целью захвата запасов пороха, колония не оказала ей никакого сопротивления.
Восточная и Западная Флориды были новыми королевскими колониями, и местное самоуправление было там ещё минимальным. Кроме того, колонисты нуждались в поддержке метрополии для защиты от нападений индейцев и испанцев. Восточная Флорида во время войны стала основной базой для британских войск на юге, особенно — для вторжений в Джорджию и Южную Каролину. Однако Испания в 1781 году заняла Пенсаколу, принадлежавшую Западной Флориде, и заняла обе колонии по Парижскому договору 1783 года, закончившему войну. В 1819 году Испания окончательно передала обе колонии Соединённым Штатам.